# Михайленко, Николай Леонтьевич
Николай Леонтьевич Михайленко (17.02.1918 — 04.09.1988) — командир расчета орудия 860-го артиллерийского полка, старший сержант — на момент представления к награждению орденом Славы 1-й степени.

## Биография
Родился 17 февраля 1918 года в поселке Каракопа Фёдоровского района Костанайской области. Украинец. Окончил 4 класса. Работал трактористом в Фёдоровском зерносовхозе.
В октябре 1938 года был призван в Красную Армию. Службу проходил в артиллерийской части водителем тягача. Помимо своих прямых обязанностей овладел искусством наводчика и другими артиллерийскими специальностями. Отслужив положенный срок, в конце 1940 года вернулся домой. Снова сел за трактор.
В июле 1941 года был вновь призван в армию и направлен в город Акмолинск, где формировалась 310-я стрелковая дивизия. В составе этой части прошел всю войну. Воевал на Северо-Западном, Волховском, Ленинградском, Карельском и 2-м Белорусском фронтах. Красноармеец Михайленко, исполнявший обязанности наводчика в 860-м артиллерийском полку, проявил себя мастером на все руки. Ему приходилось быть и водителем, и разведчиком, и даже связистом. В 1942 году вступил в ВКП/КПСС, стал парторгом батареи. К началу 1944 года сержант Михайленко уже командовал расчетом орудия того же полка.
В январе 1944 года 310-я стрелковая дивизия в составе войск Волховского фронта с плацдарма на левом берегу Волхова севернее Новгорода перешла в наступление и после упорных боев, прорвав оборону противников, ворвалась в город. После овладения Новгородом создались благоприятные условия для развития наступления и освобождения советской Прибалтики. Артиллеристы огнём и колесами поддерживали стрелковые подразделения.
4 февраля 1944 года в районе совхоза «Батрак» северо-восточнее города Луга противник оказал особенно упорное сопротивление. Во время контратаки большая группа противников прорвалась к командному пункту батальона и окружила его. Сержант Михайленко, находившийся со своим орудием неподалеку от КП, метким огнём нанес гитлеровцам большой урон и заставил их отойти.
Через два дня, 6 февраля, в районе деревни Вельямова Гора контратакующий противник прорвался к огневым позициям батареи. Артиллеристы, поставив орудия на прямую наводку, встретили врага огнём в упор и отразили контратаку. Оставив десятки трупов, противник отступил.
Приказом командира 310-й стрелковой дивизии от 21 февраля 1944 года сержант Михайленко Николай Леонтьевич награждён орденом Славы 3-й степени.
К 1 марта дивизия вышла к псковско-островскому укрепленному району и здесь перешла к обороне. Войска пополнялись личным составом, снабжались боеприпасами. Напряженно работали разведчики.
31 марта 1944 года в бою в районе деревни Погост Чирски расчет Михайленко обеспечивал огневое сопровождение разведки боем. Артиллеристы прямой наводкой проделали проход в проволочном заграждении, а затем, продвигаясь вперед вместе со стрелками, подожгли 4 дома, в которых ожили огневые точки противника, разбили орудие. Своими действиями обеспечили тем самым успешное выполнение задачи. 2 апреля в бою у деревни Воронино при отражении контратаки подбил танк «тигр», истребил более 10 вражеских солдат.
Приказом по войскам 54-й армии от 12 мая 1944 года сержант Михайленко Николай Леонтьевич награждён орденом Славы 2-й степени.
В последующем дивизия участвовала в боях по освобождению Латвии, в составе войск 2-го Белорусского фронта вела бои в Восточной Померании и закончила свой боевой путь на побережье Балтийского моря в районе города Гдыня.
В феврале 1945 года в боях за город Прейс Фридлянд орудие старшего сержанта Михайленко уничтожило не менее четырёх десятков вражеских солдат и офицеров. Затем, преследуя отходящего противника, дивизия стремительно продвигалась к городу Кёзлин. В боях за город расчет уничтожил свыше 10 солдат и 3 пулеметные точки противника.
17 февраля в районе города Хаммерштайн 2-й дивизион, находившийся на марше, подвергся внезапному удару пехоты и девяти танков противника. Расчет старшего сержанта Михайленко первым перевел орудие из походного положения в боевое и открыл огонь по приближавшимся танкам. Выигранные секунды позволили изготовиться к бою и другим расчетам. На поле боя осталось два подбитых танка и около трех десятков вражеских трупов.
После овладения городом Кёзлин и выхода на побережье Балтики дивизия принимала участие в разгроме вражеского гарнизона, оборонявшего город Гдыню. За один день — 19 марта 1945 года — расчет старшего сержанта Михайленко, ведя огонь прямой наводкой, уничтожил противотанковую пушку, три пулеметные точки и до трех десятков вражеских солдат и офицеров.
Указом Президиума Верховного Совета СССР от 29 июня 1945 года за образцовое выполнение заданий командования в боях с захватчиками старший сержант Михайленко Николай Леонтьевич награждён орденом Славы 1-й степени. Стал полным кавалером ордена Славы.
После победы Н. Л. Михайленко ещё около года прослужил в Вооруженных Силах. В 1946 году был демобилизован. Вернулся на родину. Работал в Фёдоровском зерносовхозе трактористом, затем пересел на грузовую машину. Позднее работал автомехаником в отделении «Казсельхозтехники». Его трудовой подвиг отмечен медалью «За освоение целинных и залежных земель», медалью ВДНХ.
Жил в поселке Боровское Фёдоровского района Кустанайской области. Скончался 4 сентября 1988 года.
Награждён орденами Отечественной войны 1-й степени, Славы 3-х степеней, медалями.